# Ющенко Григорій Іванович
Григо́рій іва́нович Ю́щенко (1882, Глухів, нині Сумської області — ?) — український історик.

## Життєпис
Народився в українській родині вчителів. Закінчив Петербурзький історико-філологічний інститут і один рік був слухачем Петербурзького архівного інституту.
До 1917 р. вчителював на Харківщині. Працював викладачем Харківського реального училища, завідував гімназією для робітників Харківського паровозного заводу.
1917 р. був призначений комісаром Харківського навчального округу і членом Харківської міської думи. Тричі обирався до Харківської ради робітничих, солдатських і селянських депутатів. Активно працював у професійній спілці. Один з перших організаторів профспілкового руху на Харківщині в передреволюційну добу.
З 1921 р. — викладач Харківського інституту народної освіти. Також у 1921—1922 роках викладав історію на Робітничому факультеті Технологічного інституту. Великої уваги надавав методиці викладання суспільствознавства.
1924—1925 рр. — вчений архівіст Харківського центрального історичного архіву, а 1925—1926 рр. — завідувач Центрального архіву праці у м. Харкові. Чимало часу і сил витратив на розробку теоретичних та методичних питань архівної справи, використанню документів, техніці підшивання архівних матеріалів.
За ухвалою комісії по чистці ЦАУ УСРР 19. 03. 1931 р. його звільнили з роботи.
Подальша доля невідома.

## Праці
- До техніки підшивання архівних матеріалів післяреволюційної доби // Архівна справа — 1927. — Кн. 4. — С. 38–43
- Записка П. І. Житецького про український рух // Червоний архів. — 1927. — С. 6–13
- Примірні описи // Архівна справа — 1928. — Кн. 8. — С. 82–84
- Центральний Архів Праці, У. С.Р.Р // Архівна справа. Кн. 2/3. — С. 85–88
- Щоденник проф. О. Ф. Кістяківського // Архівна справа. Кн. 2/3. — С. 70–73
- Стандартизація кар на тілі за Миколи І // Червоний архів. — 1927. — С. 5–8.